# Bíblia de Gutenberg

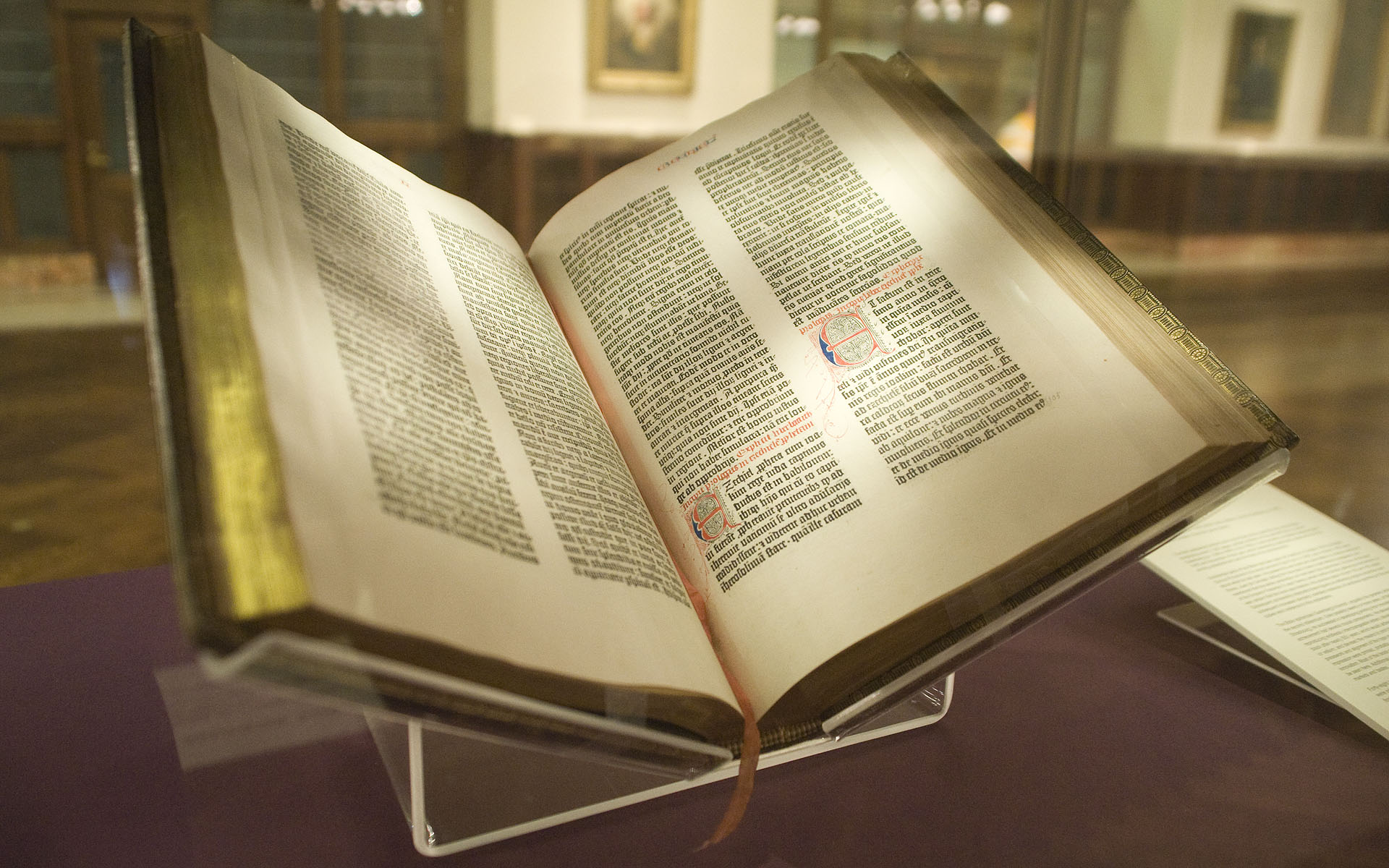
Exemplar da Bíblia de Gutenberg

A Bíblia de Gutenberg (também conhecida como Bíblia de Mazari ou Bíblia de 42 linhas) é o incunábulo impresso da tradução em latim da Bíblia, por Johann Gutenberg, em Mogúncia (atual Mainz), Alemanha. A produção da Bíblia começou em 1450, tendo Gutenberg usado uma prensa de tipos móveis. Calcula-se que tenha terminado em 1455. Essa Bíblia é considerada o incunábulo mais importante, pois marca o início da produção em massa de livros no Ocidente.
Uma cópia completa desta Bíblia possui 1282 páginas, com texto em duas colunas; a maioria era encadernada em dois volumes.
Em março de 1455, o futuro Papa Pio II escreveu que viu páginas da Bíblia expostas em Frankfurt. Não se sabe quantas cópias foram produzidas, com a carta de 1455 citando fontes que mencionam 158 ou 180 cópias, 45 em pergaminho e 135 em papel. Elas foram impressas, rubricadas e iluminadas à mão em um período de três anos.

## Localizações conhecidas das Bíblias de Gutenberg

### Áustria (1)
- Biblioteca Nacional Austríaca (Österreichische Nationalbibliothek), em Viena

### Bélgica (1)
- Bibliothèque Universitaire em Mons

### Dinamarca (1)
- Kongelige Bibliotek

### França (3)
- Bibliothèque Nationale, em Paris
- Bibliothèque Mazarine, em Paris
- Bibliothèque Municipale, em Saint-Omer

### Alemanha (12)

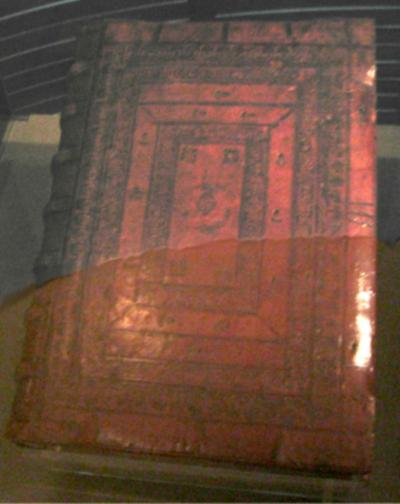
A capa da Bíblia de Gutenberg exposta na Universidade do Texas, em Austin

- Gutenberg Museum, em Mogúncia (duas cópias)
- Landesbibliothek, em Fulda
- Universitätsbibliothek, em Leipzig
- Niedersächsische Staats-und Universitätsbibliothek, em Gotinga
- Staatsbibliothek, em Berlim
- Bayerische Staatsbibliothek, em Munique
- Stadt- und Universitätsbibliothek, em Frankfurt-am-Main
- Hofbibliothek, em Aschaffenburg
- Württembergische Landesbibliothek, em Estugarda
- Stadtbibliothek, em Tréveris
- Landesbibliothek, em Kassel

### Itália/Vaticano (2)
- Bibliotheca Apostolica Vaticana

### Japão (1)
- Biblioteca da Universidade Keio, em Tóquio

### Polônia (1)
- Biblioteka Seminarium Duchownego em Pelpin

### Portugal (2)
- Biblioteca Nacional de Portugal, em Lisboa
- Biblioteca Joanina, em Coimbra

### Rússia (2)
- Biblioteca Estatal Russa em Moscou
- Biblioteca Universitária Lomonosow em Moscou

### Espanha (2)
- Biblioteca Universitaria y Provincial em Sevilha
- Biblioteca Pública Provincial em Burgos

### Suíça (1)
- Bibliotheca Bodmeriana em Cologny

### Reino Unido (8)
- British Library em Londres
- Lambeth Palace Library em Londres (decorada na Inglaterra)
- Bodleian Library em Oxford
- University Library em Cambridge
- Eton College Library em Eton College
- John Rylands Library em Manchester
- National Library of Scotland em Edimburgo

### Estados Unidos da América (9)
- Library of Congress em Washington
- New York Public Library em Nova Iorque
- Pierpont Morgan Library em Nova Iorque
- Widener Library na Harvard University em Cambridge
- Beinecke Rare Book and Manuscript Library na Yale University em New Haven
- The Scheide Library na Universidade de Princeton em Princeton
- Indiana University Library na Indiana University Bloomington em Bloomington (incompleta)
- Harry Ransom Humanities Research Center na University of Texas at Austin em Austin
- The Huntington Library em San Marino